# Mario & Luigi: Superstar Saga
Mario & Luigi: Superstar Saga, известная в Японии как Mario & Luigi RPG, компьютерная ролевая игра серии Марио (персонаж игр) разработанная студией AlphaDream и изданная Nintendo для портативной игровой консоли Game Boy Advance в 2003 году. Это первая игра в RPG серии Mario & Luigi. Игра была переиздана на Virtual Console в 2014 году. В 2005 году последовало продолжение Mario & Luigi: Partners in Time, уже на Nintendo DS. В 2023-м году игра была переиздана в рамках подписки Nintendo Switch Online + Expansion Pack для Nintendo Switch. В 2017-м году вышел ремейк игры для консолей Nintendo 3DS под названием Mario & Luigi: Superstar Saga + Bowser's Minions. 

## Сюжет
Действие игры разворачивается в Бобовом Королевстве. Главные герои — братья Марио и Луиджи, отправляются в путешествие, чтобы вернуть голос принцессы Пич, который был украден ведьмой Каклеттой и ее приспешником Фофулом. В отличие от других игр серии, главным антагонистом является не Боузер, а ведьма Каклетта. Только герои могут остановить злодеев, прежде, чем те захватят королевство.

## Игровой процесс
Главное отличие этой игры от предыдущих RPG-игр про Марио в том, что игрок управляет не только Марио, но и Луиджи. Во время игры Марио и Луиджи путешествуют по различным областям Бобового королевства. Игрок может перемещаться по миру и вступать в битвы с врагами. Игра сосредоточена на уникальной боевой системе: во время битв, чтобы успешно выполнить атаку и, следовательно, нанести больший урон врагу, требуется вовремя нажимать кнопки на контроллере. Игрок может перемещаться по миру и вступать в битвы с врагами. Во время исследования мира можно найти блоки, в которых хранятся монеты и предметы. Марио и Луиджи могут разговаривать с жителями, вступать в битвы с врагами и перемещаться между локациями. Во время игры можно менять Марио и Луиджи местами, а также использовать способности братьев. В начале игры Марио и Луиджи могут только прыгать, но затем они получают и другие способности (удар молотом, перемещение под землёй, прыжок в высоту, а также целый ряд других способностей). Способности также могут использоваться и в бою. В магазинах можно покупать различные предметы, а также одежду и значки, обладающие определёнными свойствами. Их можно и продать. По ходу игры можно искать бобы: зеленые выпадают из врагов, коричневые спрятаны в скрытых блоках, пурпурные можно найти под землей, а белые можно заработать проходя мини-игры. Из бобов можно сделать напитки, повышающие характеристики братьев. А за воссоздание напитка - открывается награды. Сколько напитков существует на данный момент, столько наград и будет.

## Отзывы
| Сводный рейтинг    | Сводный рейтинг           |
| Агрегатор          | Оценка                    |
| ------------------ | ------------------------- |
| GameRankings       | GBA: 90,41 % 3DS: 81,76 % |
| Metacritic         | 90/100                    |
| Иноязычные издания |                           |
| Издание            | Оценка                    |
| EGM                | 8,83/10                   |
| Eurogamer          | 9/10                      |
| Game Informer      | 9,5/10                    |
| GameSpot           | 9,2/10                    |
| IGN                | 9,0/10                    |
| Nintendo Power     | 4,7/5                     |